# 2-propyn-1-ol
2-propyn-1-ol of propargylalcohol is een organische verbinding, met name een onverzadigde alcohol dat een alkyngroep bevat. Het is een kleurloze vloeistof met een kenmerkende geur.

## Synthese
De industriële productie van 2-propyn-1-ol en gelijkaardige alcoholen werd in de jaren 30 van de 20e eeuw ontwikkeld door de Duitse scheikundige Walter Reppe bij IG Farben, de voorloper van BASF. De reactie gebeurde door gasvormig ethyn in contact te brengen met een waterige oplossing van een formaldehyde, waaraan een vaste katalysator is toegevoegd op basis van koperacetylide.
Vanwege het gevaarlijke explosieve ethyn moeten daarbij dure veiligheidsmaatregelen genomen worden, zoals het gebruik van apparatuur die bestand is tegen tien maal de normale gebruiksdruk.
Een octrooi uit 2007 beschrijft een productiewijze waarbij er geen gasvormig ethyn aanwezig is. Zowel ethyn als formaldehyde zijn opgelost. Als organisch oplosmiddel voor ethyn wordt tetrahydrofuraan toegevoegd aan de waterige oplossing van formaldehyde. De katalysator is ook hier gebaseerd op koperacetylide.

## Toepassingen
2-propyn-1-ol wordt gebruikt als corrosie-inhibitor, oplosmiddel voor celluloseacetaat, glansmiddel bij elektroplating, stabilisator voor gechloreerde koolwaterstoffen, herbicide en als tussenproduct bij de synthese van andere organische verbindingen. Het komt ook voor in sommige reinigingsmiddelen (cementoplosser en toiletreiniger) in kleine hoeveelheden (minder dan 1%). Verder wordt de stof gebruikt als nuttige bouwsteen in tal van organische syntheses.
Een merknaam is Golpanol PA (BASF).

## Toxicologie en veiligheid
2-propyn-1-ol is een giftige en ontvlambare vloeistof. De stof kan polymeriseren onder invloed van hitte, oxidatoren, peroxiden en lucht. Ze reageert hevig met oxiderende stoffen. De damp is zwaarder dan lucht. Boven 33°C kan de damp een ontplofbaar mengsel vormen met lucht.
De stof is irriterend voor ogen, huid en luchtwegen. Ze kan de werking van de lever en de nieren verstoren. Blootstelling boven de toegestane limiet kan dodelijk zijn. Bij het overschrijden van deze grenswaarde is er onvoldoende waarschuwing door de geur. 2-propyn-1-ol is giftig voor waterorganismen.